# イザキ・ニュートン・カレッジ
イザキ・ニュートン・カレッジ(ポルトガル語: Colégio Isaac Newton Japão)は、岐阜県美濃加茂市内にある在日ブラジル人向けの学校である。各種学校認可校。

## 沿革
- 2007年 - 開校
- 2010年 - ブラジル政府の認可校となる
- 2012年 - 岐阜県より各種学校認可

## 校名の由来
- イギリス科学者のアイザック・ニュートンから

## コース
全日コースと半日コースがある。　

## 保育施設
当学校には保育施設がある（認可外）。

## 外部サイト
- 公式ウェブサイト（ポルトガル語）